# Kyokushinkai

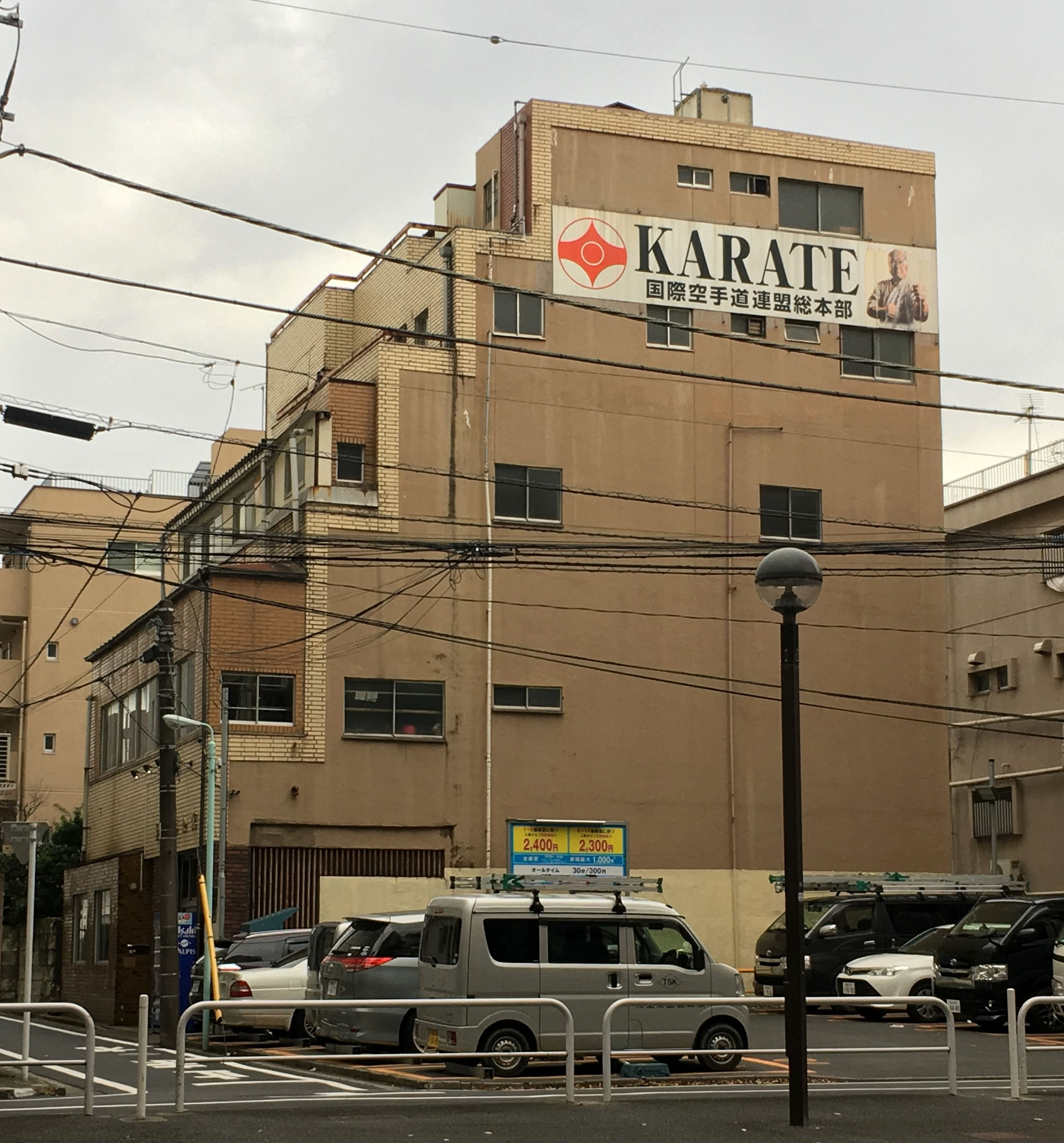
Hoofdkantoor van kyokushinkaikan in Tokio

Kyokushinkai is, net als andere karatestijlen, een van oorsprong Japanse vechtkunst. De uitvinder van deze stijl is Masutatsu Oyama, een Koreaan die woonachtig was in Japan. Karate op zich is een van traditioneel Chinees kempo afgeleide gevechtskunst uit China, die in Okinawa en later in Japan verder is ontwikkeld. Het eerste Europees kampioenschap vond plaats in het Belgische Deurne.

## Geschiedenis
Masutatsu Oyama is de grondlegger van het Kyokushin-karate en werd in 1923 in Korea geboren. Op negenjarige leeftijd werd hij naar Mantsjoerije gestuurd, om bij de boerderij van zijn zus te wonen. Zijn eerste kennismaking met de vechtkunsten verkreeg hij van een zekere meneer Yi, die als arbeider werkzaam was op de boerderij. Van hem leerde hij een Chinese vechtkunstvorm, genaamd Shi-Pa-Lohan-Sho (de 18 handen van Lohan). Op twaalfjarige leeftijd keerde hij weer terug naar Korea.
In 1938, op vijftienjarige leeftijd, reisde hij naar Japan om opgeleid te worden als piloot. Overleven op zichzelf op die leeftijd bleek lastiger te zijn dan gedacht, vooral als Koreaan in Japan, en zijn interesse in de pilotentraining zakte langzaam af. In zijn vrije tijd trainde hij in judo en boksen. Nadien begon hij Shotokan karate te trainen bij Gigo Funakoshi, de zoon van beroemde karatemeester Gichin Funakoshi. Na het overlijden van Gigo Funakoshi trainde hij bij Gichin Funakoshi zelf, bij wie hij twee jaar trainde. Daarna verliet hij Shotokan karate, omdat Oyama vond dat deze stijl te weinig effectief zou zijn. Vervolgens ging hij Goju-ryu karate trainen bij de Koreaanse meester So Nei Chu, die ook in Japan woonde en een leerling was van Gogen Yamaguchi.
Nadat Japan de Tweede Wereldoorlog verloren had, heerste er chaos in het land en was er een schrijnend tekort aan levensmiddelen en banen. Ook Oyama kreeg hiermee te maken, wat hem bijna wanhopig maakte. Gelukkig kreeg hij hulp van zijn leraar So Nei Chu, die hem het advies gaf om zich in eenzaamheid terug te trekken en zijn lichaam en geest te trainen. Aldus, trok Oyama naar de berg Minobu, gelegen in de prefectuur Chiba, en begon daar een geharde solotraining in karate. Zijn training bestond onder meer uit kihontraining, zenmeditatie, onder koude watervallen kata's beoefenen, rivierstenen met zijn blote handen breken, bomen te gebruiken als stootpaal en over snelgroeiende vlasplanten springen. Oyama had het boek 'Musashi' meegebracht, dat gebaseerd is op het leven van samoerai Miyamoto Musashi, die hij als inspiratiebron gebruikte bij zijn trainingen. Hij was van plan drie jaar bij de berg te trainen, maar moest na veertien maanden vanwege bittere noodzaak deze training voortijdig afbreken. Een paar maanden later, in 1947, nam hij deel aan de Japanse Nationale karatekampioenschappen en won deze. Later zette hij zijn solotraining wederom voort, ditmaal bij de berg Kiyozumi. Deze keer was zijn training fanatieker dan voorheen. Na hier achttien maanden getraind te hebben, keerde hij weer terug naar de beschaafde wereld.
Oyama werd bekend bij het grote publiek door de vele vechtdemonstraties, die hij met stieren hield, waarbij de horens van de stieren met zijn blote handen afhakte. Ook maakte hij een rondreis door Amerika, waar hij demonstraties gaf en hij met vele uitdagers vocht. Oyama was er bekend om, dat hij uitdagingen niet uit de weg ging en hij daagde zelf ook vechtkunstenaars uit. Ze boden immers voor hem een mogelijkheid om zijn gevechtsvaardigheden in de praktijk uit te testen. Zo kon hij zijn eigen vaardigheden steeds verder aanpassen en verbeteren.
Uit onvrede met de bestaande karatestijlen, ontwikkelde hij uit zijn ervaringen een eigen stijl van karate. Hij noemde zijn karatestijl kyokushinkai, welke, anders dan de bestaande stijlen, een full-contact vorm van karate is. In 1953 begon Masutatsu Oyama met lesgeven. In 1956 opende hij zijn eigen dojo, genaamd Kyokushinkai-Kan. De betekenis hiervan is:
- Kyoku = het uiterste.
- Shin = waarheid.
- Kai = samenwerken.
- Kan = gebouw,

Tijdens zijn leven gaf Oyama aan vele studenten les. In 1964 stichtte hij de International Karate Organization (IKO) in Tokio, Japan. Vanaf dat moment verspreidde kyokushinkai-karate zich over meer dan honderdtwintig landen, waar ook kyokushinkai-scholen werden gesticht. Na de dood van Oyama in 1994 versplinterden de kyokushinkai-scholen zich gaandeweg steeds meer in verschillende karateorganisaties.

## Stijl
Kyokushinkai staat bekend als de hardste en vrijwel de enige officiële vorm van "fullcontact"-karate. Het is een volwaardige karatestijl waarin de karateonderdelen kihon, kumite, kata en tameshiwari (breektest) alle verplichte onderdelen bij examens zijn, hoewel tameshiwari lang niet in alle kyokushinkai-scholen wordt beoefend. Ook behoorden oorspronkelijk ne-waza (grondvechten), goshin-jitsu (zelfverdediging) en kyusho (uitschakelen van een tegenstander met technieken op drukpunten. Omdat veel leraren hierin niet bedreven zijn "beperkt" kyokushin zich heden ten dage tot kihon, kata en kumite. Kyokushinkai kenmerkt zich door gedisciplineerde en geestdriftige beoefening. Traditioneel wordt de 'Fighting Spirit' (Kokoro), de Bushido (krijgerscode) en de dojo-kun (dojoregels) in elke authentieke dojo dan ook zeer hoog aangeschreven. Het gevecht zelf vormt het zwaartepunt van deze karatestijl. Kyokushinkai staat ook wel bekend als de 'world's hardest karate'.
In kyokushinkai houdt men rekening met het feit, dat in een realistisch gevecht het vrijwel onmogelijk is om niet geraakt te worden. Daarom besteedt men extra aandacht aan de conditionering van het lichaam om klappen te kunnen incasseren. Ook traint men geregeld op makiwara's en bij gebrek daaraan op stootzakken, om zo voldoende slagkracht te ontwikkelen. In kyokushinkai is het niet ongebruikelijk om ook buitentrainingen te houden, vaak op blote voeten en gekleed in een karatepak. Favoriete trainingsplaatsen zijn in het bos of op het strand. In kyokushinkai gaat men uit de Japanse samoerai-stelregel "Ichi geki, hissatsu", wat betekent "Eén slag meteen dood". Een moderne interpretatie hiervan is: proberen met één slag een tegenstander uit te schakelen (dus niet te doden). Dit wordt als efficiënter beschouwd en is het middelpunt van de techniek in kyokushinkai-karate. Het buitensporige voetenwerk en de ingewikkelde technieken zijn secundair.
Voor senioren worden wedstrijden gehouden zonder beschermers en vol contact is toegestaan. Binnen een strak kader van regels, waarop vijf scheidsrechters per wedstrijd toezien, is het geoorloofd de tegenstander te slaan of te schoppen. Verboden technieken zijn echter schoppen naar het kruis en de gewrichten, en stoten naar hoofd, ruggengraat, kruis en hals. Schoppen naar het hoofd zijn echter wel toegestaan.
Kyokushinkai kent een test genaamd de 100-man-kumite (Japans: hyakunin kumite), welke een extreme test is van het fysieke en mentale uithoudingsvermogen van de karatebeoefenaar. Hierbij houdt de karatebeoefenaar een gevecht van 100 ronden tegen verschillende tegenstanders van dezelfde of hogere rang, waarvan elke ronde anderhalf tot twee minuten duurt. Deze test is door Masutatsu Oyama zelf bedacht en hij was ook de eerste die de test succesvol voltooide.
In kyokushinkai worden kata's beoefend. Dit zijn bijeengebundelde combinaties van technieken, die een gevecht tegen denkbeeldige tegenstanders uitbeelden. Veel van de kata's van kyokushinkai zijn overgenomen vanuit het Shotokan karate en het Goju-ryu karate, waarbij Masutatsu Oyama sommige kata's naar eigen inzicht wat aangepast heeft. Ademhalingsoefeningen zoals Ibuki en Nogare zijn ook onderdeel van kyokushinkai, met name bij sommige kata's. Kyokushinkai heeft een basis (Kihon) van 6 kata's. In deze kata's zijn de basisbeginselen ondergebracht.
- drie Sukugi kata's (gericht op balans en beentechnieken; niet alle organisaties hanteren deze)
- drie Taikyoku kata's (gericht op balans en armtechnieken; overgenomen vanuit Shotokan)
- vijf Pinan kata's (gebaseerd op de Heian kata's vanuit Shotokan)
- Gekisai Dai (overgenomen vanuit Goju-ryu)
- Gekisai Sho (overgenomen vanuit Goju-ryu)
- Kanku (gebaseerd op Shotokan kata Kanku Dai)
- Sanchin (overgenomen vanuit Goju-ryu; in kyokushinkai beoefent men de oude versie van Kanryo Higaonna)
- Tensho (overgenomen vanuit Goju-ryu)
- Saiha (gebaseerd op Goju-ryu kata Saifa)
- Seienchin (overgenomen vanuit Goju-ryu)
- Seipai (overgenomen vanuit Goju-ryu)
- Sushiho (gebaseerd op Shotokan kata Gojushiho)
- Yantsu (overgenomen vanuit Motobu-ha Shito-ryu)
- Tsuki No Kata (overgenomen vanuit Seigokan Goju-ryu)
- Garyu (kata ontworpen door Masutatsu Oyama)

## Nederland
Het kyokushinkai-karate werd begin jaren zestig in Nederland geïntroduceerd door Jon Bluming. Jon Bluming begon in 1959 te trainen onder Oyama waarna hij in 1962 de Nederlandse Karate Associatie (de N.K.A.) oprichtte. Bluming is momenteel een van de drie houders van de 10e dan. Dit is de hoogst mogelijke dangraad, die kan worden behaald en geldt als uitzonderlijk eervol. De graad werd Bluming in 1994 toegekend door Kenji Kurosaki. Andere 10e danhouders zijn Kenji Kurosaki, Steve Arneil en Loek Hollander.

Bekende Nederlandse kyokushinkaiwedstrijdkarateka's
- Jon Bluming
- Koen Scharrenberg
- Gerard Gordeau
- Nico Gordeau
- Michel Wedel
- John Kleijn
- Peter Smit

## Trivia
- Bekende acteurs die kyokushinkai-karate hebben beoefend, zijn Dolph Lundgren, Michael Jai White en Sonny Chiba.
- Hoewel de acteur Sean Connery en de Russische president/premier Vladimir Poetin geen beoefenaars zijn van kyokushinkai-karate, hebben zij in deze krijgsport een dangraad toegewezen gekregen als eerbetoon.[3]
- Bekende MMA-vechters, die kyokushinkai-karate hebben beoefend, zijn onder meer Bas Rutten, Rico Verhoeven, Mariusz Pudzianowski, Semmy Schilt, Andy Hug, Jérôme Le Banner, Georges St-Pierre en Gerard Gordeau.